# 信城寺
信城寺（しんじょうじ）は、岡山県岡山市北区庭瀬にある日蓮宗の寺院である。山号は法正山。
旧本山は大本山誕生寺（身延門流）、奠師法縁（奠統会）。
北区には不変院等がある。

## 概要
寛永年間（1624年－1645年）、城国院日鳳（他に不変院、妙法華寺、盛隆寺等も開基）の開基により創建された。庭瀬藩主の戸川氏の守本尊である子安鬼子母神（久遠成院日親の真作とされ鎮守殿に奉安されている。）を祭祀するため信城院殿日友尊尼による建立という。

## 境内
- 本堂

## 歴代
- 城国院日鳳
- 信城院殿日友

## アクセス
- 庭瀬駅から徒歩10分